# Stora Krokgölen, Östergötland
Stora Krokgölen är en sjö i Norrköpings kommun i Östergötland och ingår i Kilaåns huvudavrinningsområde. Sjöns area är 0,039 kvadratkilometer och den befinner sig 103 meter över havet.